# Peter Phillips
Peter Mark Andrew Phillips (London, 1977. november 15. –) brit bankár, Anna brit királyi hercegnő és Mark Phillips százados első gyermeke, II. Erzsébet brit királynő és Fülöp edinburgh-i herceg legidősebb unokája.
Phillipsnek nincsen brit nemesi címe (mivel apja nem nemesi származású), de anyja révén jelenleg a 17. helyet foglalja el az Egyesült Királyság trónöröklési rendjében.
2000-ben végezte el az Exeteri Egyetemet, utána a Jaguarnál, majd a Williams F1 Formula–1-es versenycsapatnál dolgozott.

## Családja
2003-ban a kanadai nagydíj során találkozott Autumn Kelly-vel, akit 2008-ban a windsori kastély Szt. György-kápolnájában vett feleségül. Jelenleg a Royal Bank of Scotland egyik vezető munkatársa. 2010. december 29-én született első gyermeke, Savannah Phillips, aki II. Erzsébet első dédunokája és apja után a 18. helyet foglalja el a trónöröklési sorrendben. 2012. március 29-én Peter ismét apa lett, második kislánya, Isla jelenleg a 19. helyen áll a brit trónöröklési sorrendben.
Phillips a Windsor-ház tagja, de nem vesz részt hivatalos rendezvényeken és nem vállal nyilvános szerepléseket a királyi család tagjaként.